# شقایق نعمان آمریکایی
شقایق نعمان آمریکایی (نام علمی: Anemone nemorosa) نام یک گونه از سرده شقایق نعمانی است. شقایق نعمان آمریکایی در ابتدای بهار گل می‌دهد. این گیاه علفی و پایا ۵ تا ۱۵ سانتی‌متر رشد می‌کند.

## نگارخانه

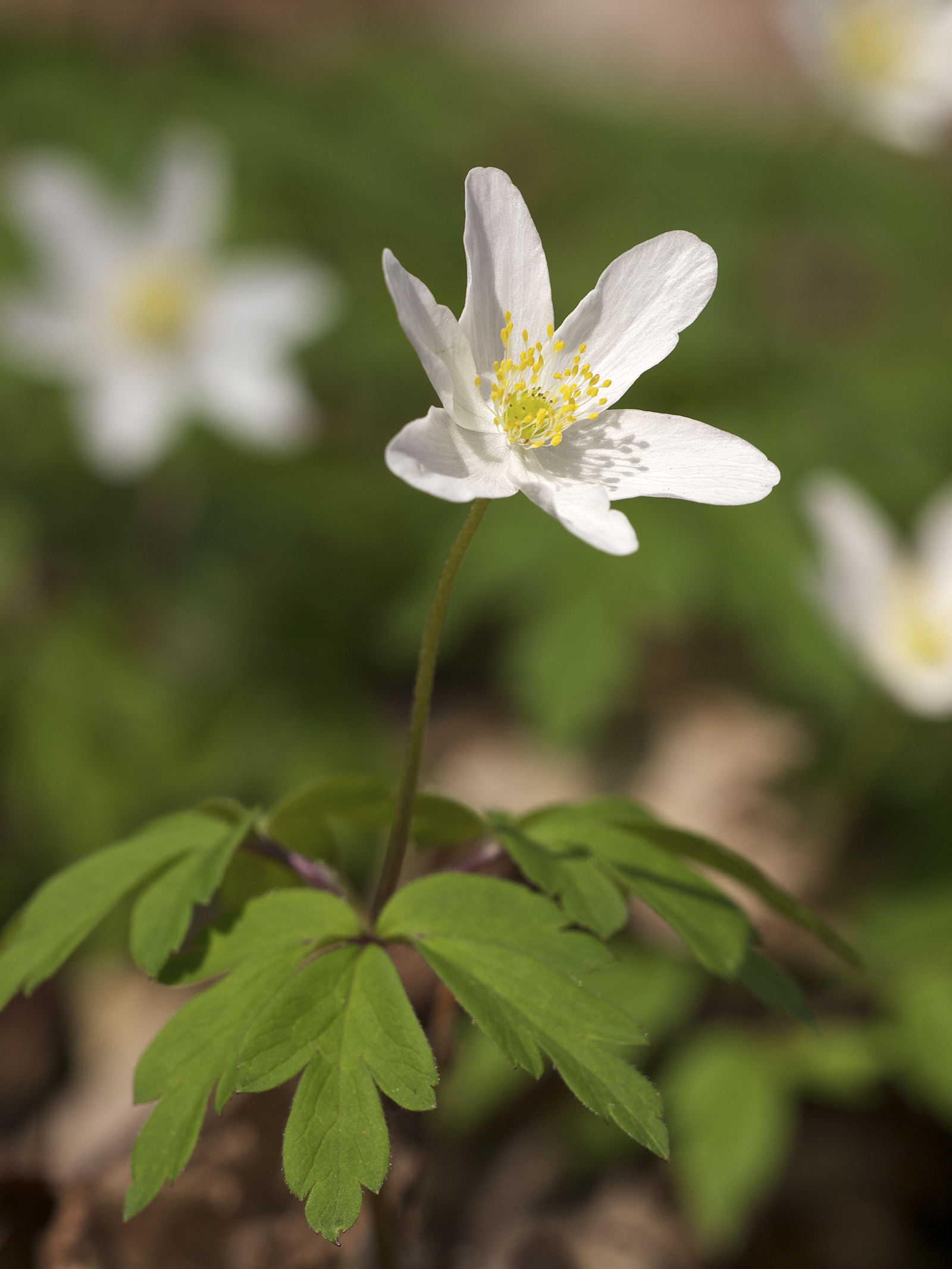
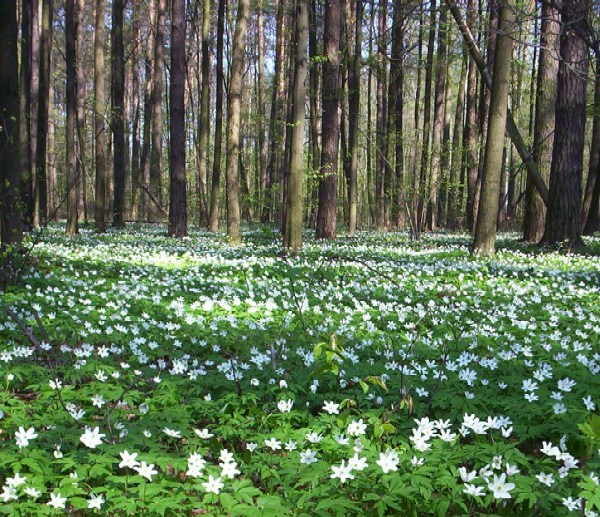
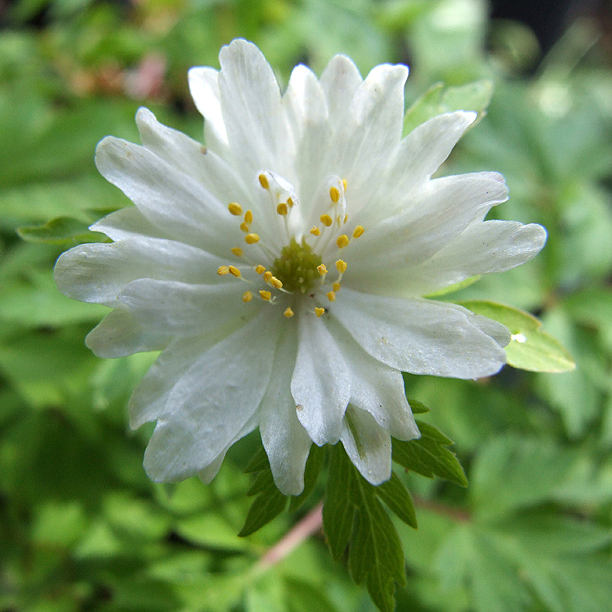
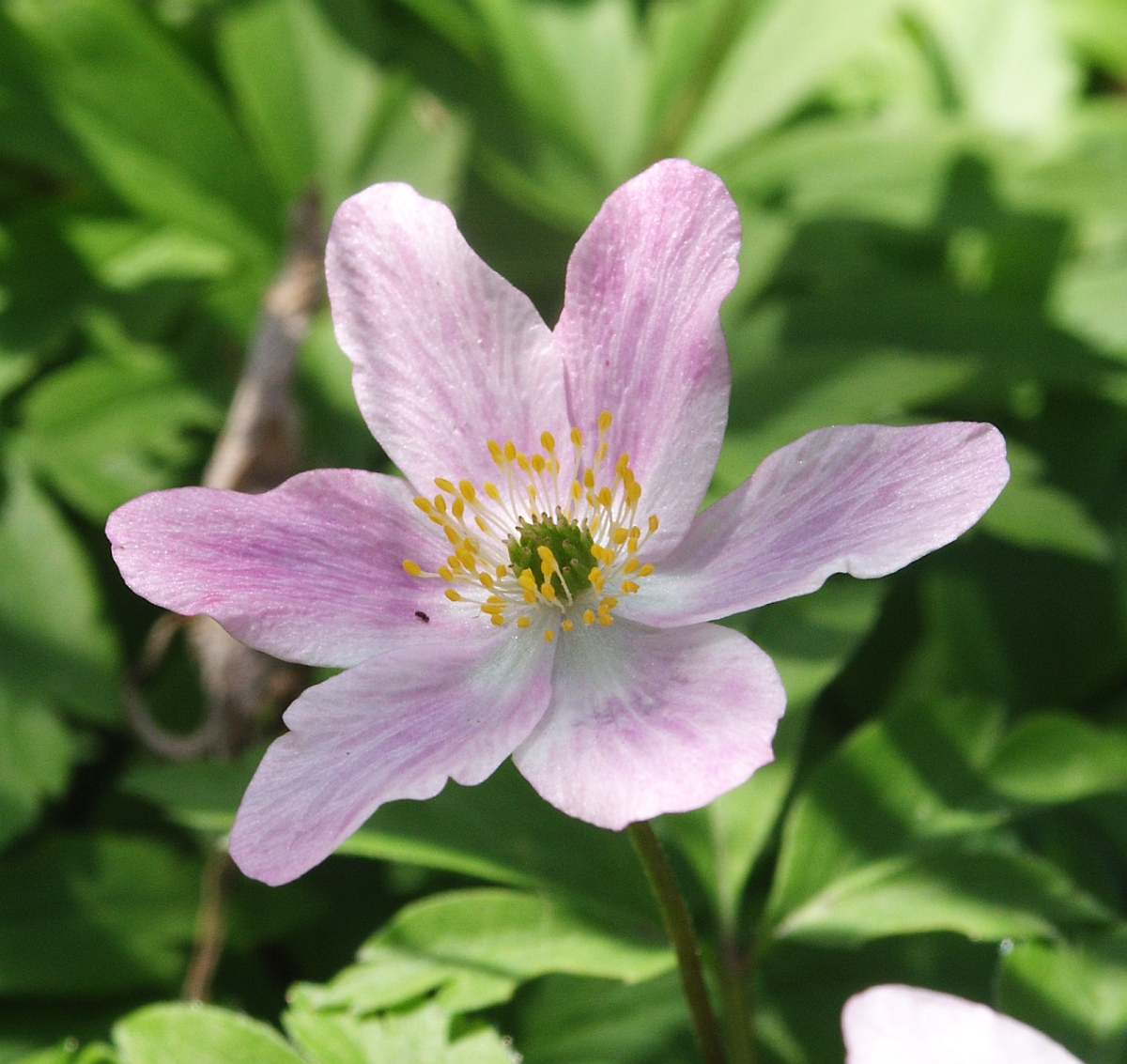
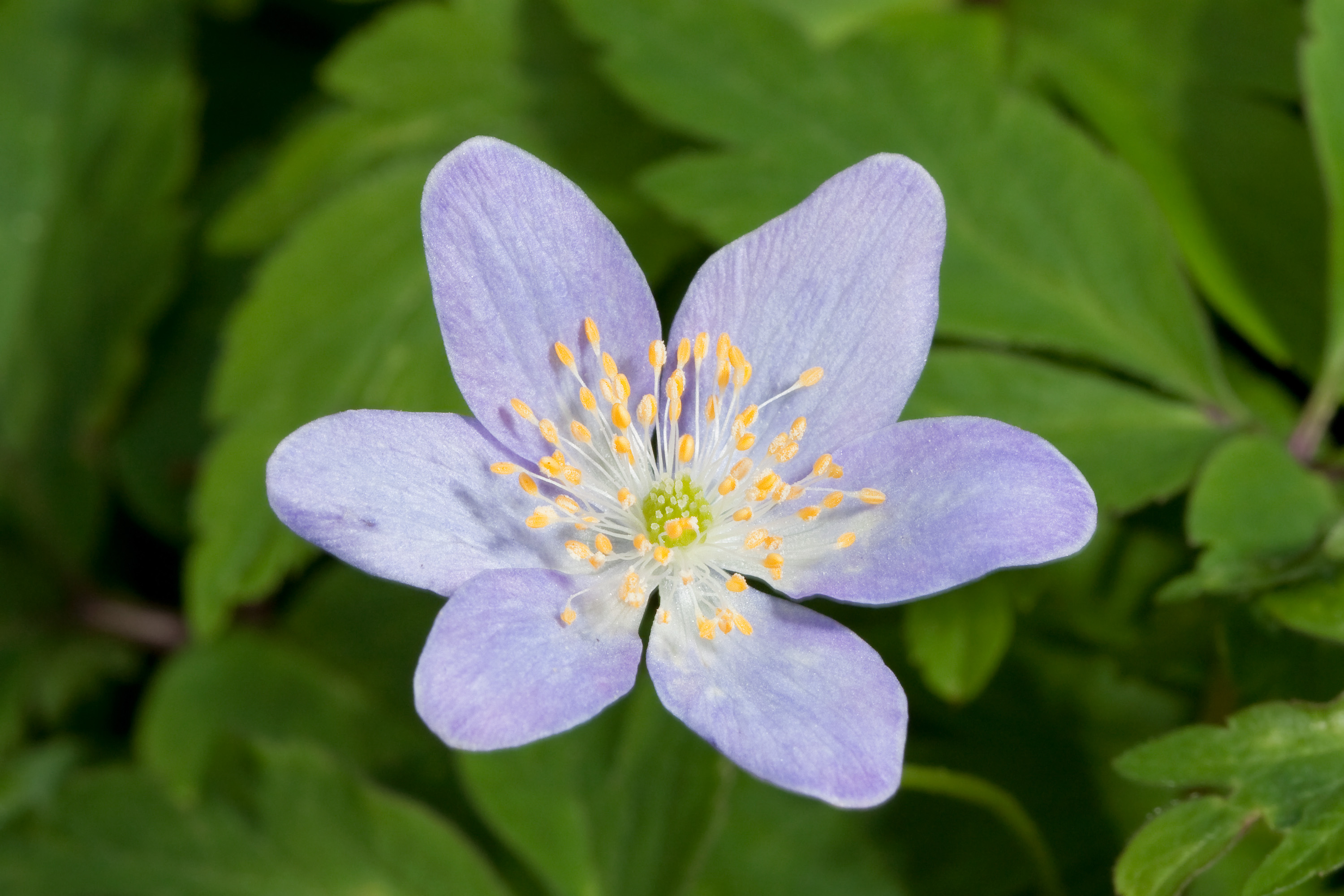
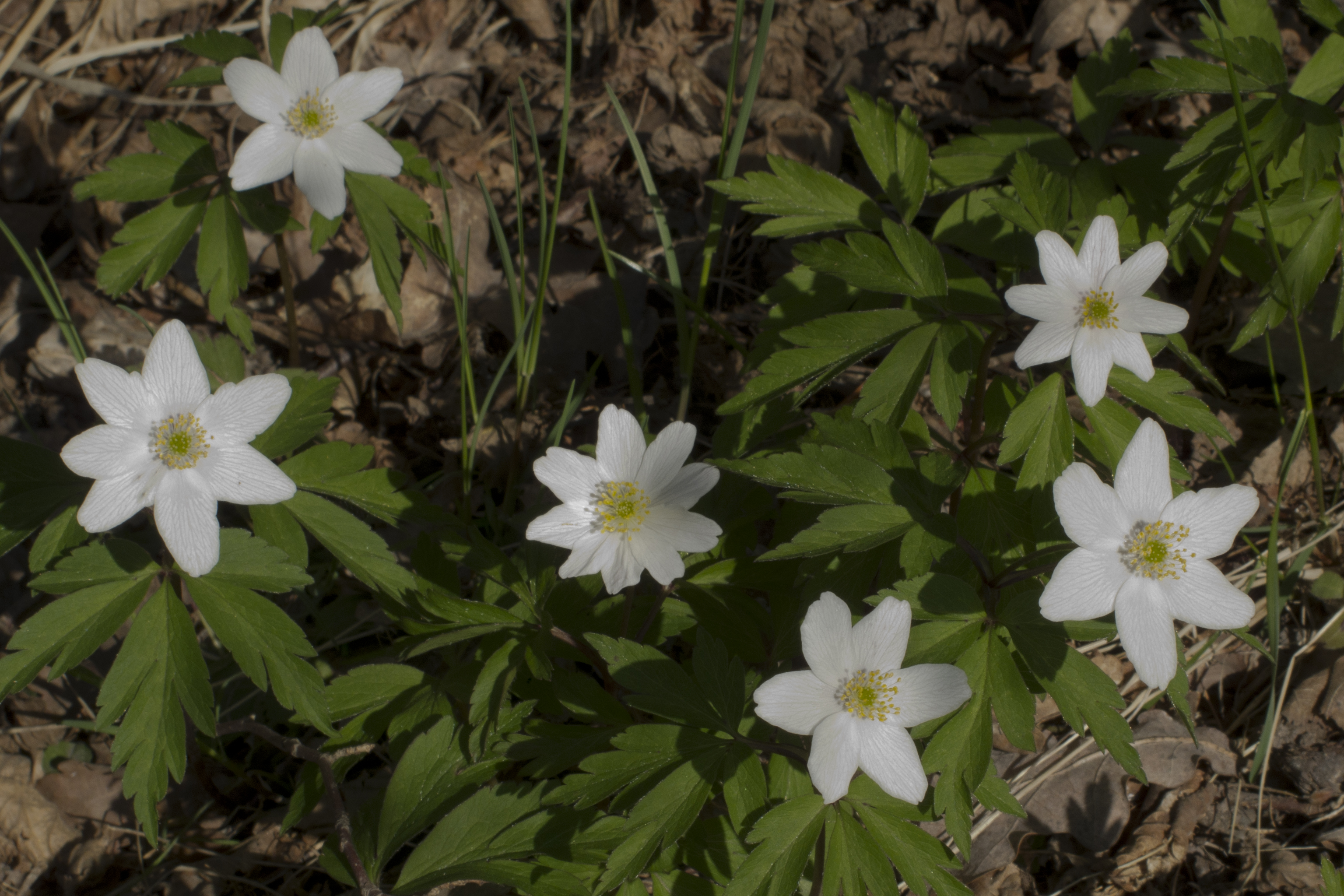
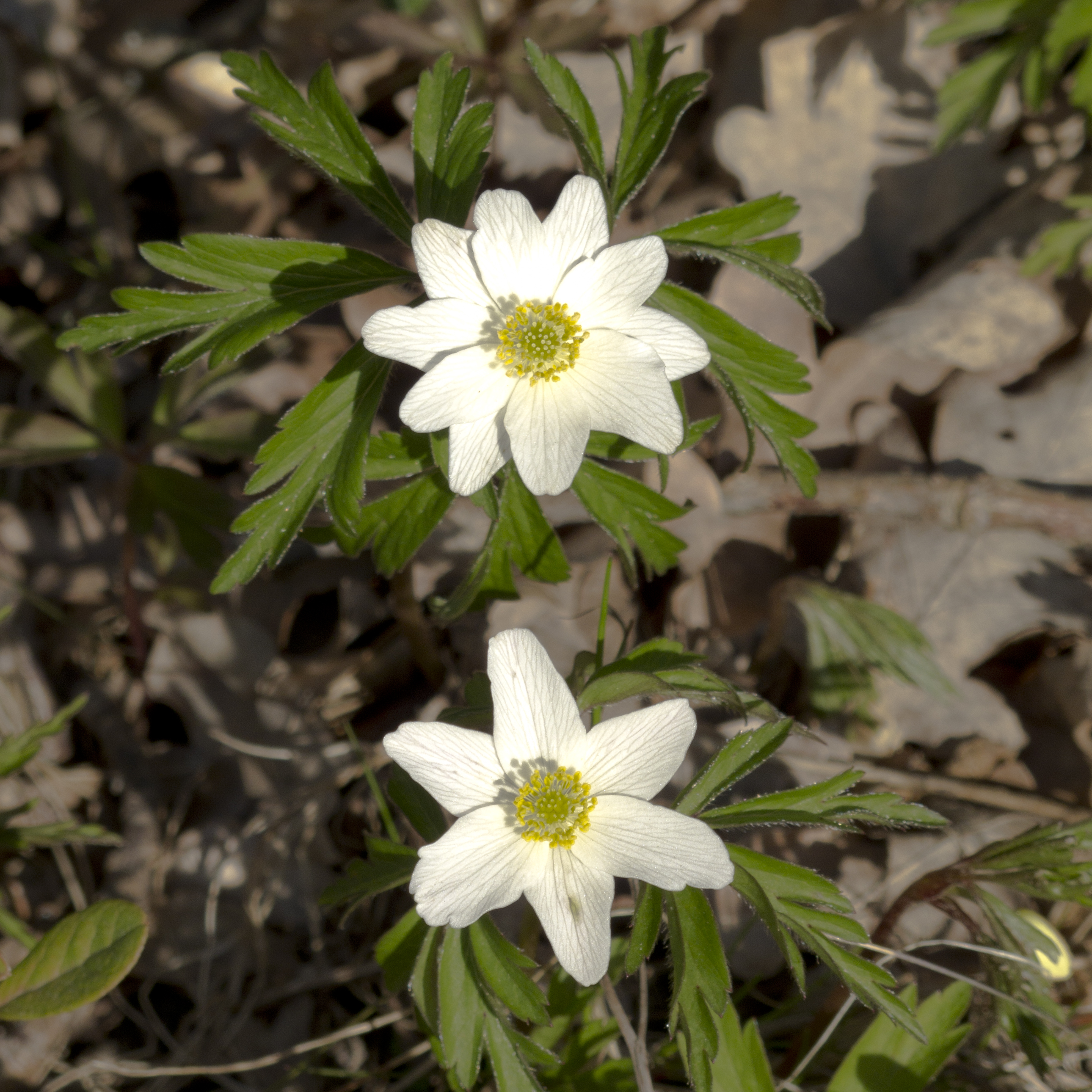